# Valla landskommun
Valla landskommun var en tidigare kommun i dåvarande Göteborgs och Bohus län.

## Administrativ historik
I samband med att 1862 års kommunalförordningar trädde i kraft den 1 januari 1863 inrättades i Sverige cirka 2400 landskommuner samt 89 städer och köpingar.
I Valla socken i Tjörns härad i Bohuslän inrättades då denna kommun.
Vid  kommunreformen 1952 uppgick den i Tjörns landskommun som 1971 ombildades till Tjörns kommun.

## Politik

### Mandatfördelning i Valla landskommun 1938-1946
| 4 | 16 |

| 20 |

| 4 | 16 |

| 20 |

| 3 | 2 | 3 | 10 | 2 |

| 20 |